# هارون وليامز
هارون وليامز (بالإنجليزية: Aaron Williams)‏ (9 أبريل 1986 بكليفلاند في الولايات المتحدة - ) هو ملاكم أمريكي، صنّف ضمن فئة وزن الكروزر (ملاكمة).

## روابط خارجية
- هارون وليامز على موقع بوكس ريك (الإنجليزية) (registration required)